# Gotička arhitektura
Gotika je najreprezentativnija u arhitekturi gdje se karakteristike ovog stila najviše poznaju. 

## Nove konstrukcije
Gradski obrtnici unose u arhitekturu više svjetlosti, uglavnom jer su ovladali boljom tehnikom smjele uporabe pogodnih konstrukcijskih elemenata među kojima su najvažniji: šiljasti (prelomljeni) luk, rebrasti svod (nastao od križastog + rebra) koji se završava na snopastim stupovima, kontrafor (potporni vanjski luk), transept je pomaknut na sredinu građevine i ne strši izvan građevine, rozeta se pojavljuje više jer je osvjetljenje važno za gotiku. 
Prelomljeni luk je nastao iz polukružnog luka kada je zamijećeno da se uporabom ovog luka može postići veća okomica luka. Umjesto bačvastog svoda sačinjenog od polukružnih lukova počinju se križati prelomljeni lukovi koji su, za razliku od polukružnih, mogli imati zajednički završetak u tjemenu (ključ). U križnom svodu svi pritisci se koncentriraju u unaprijed određenoj točki, stoga svodnu konstrukciju ne nose plohe zida nego stupovi i lukovi. To je pridonijelo izjednačavanju dijelova, pa sva tri broda crkve postaju jednako široki i visoki, te crkveni prostor za vjernike nalikuje bilo kojoj gotičkoj dvorani – u vijećnici ili dvorcu … Stoga ih se i naziva dvoranskim crkvama. 
Nasuprot romaničkom rastavljanju i ograđivanju pojedinačnoga, relativno samostalnog, u gotici je izrazita težnja k povezivanju, spajanju i stapanju koje nazivamo načelom jedinstva. To se najbolje vidi u presjeku građevine gdje vidimo uklanjanje vodoravnih pojaseva koji su bili svojstveni romanici pa arkade i prozori skoro bez prekida vode od tla do vrha svodova, kao jedinstvene okamenjene silnice energije. Tako vanjske zidove čine nizovi povezanih stupova među kojima su otvoreni veliki prozori. Da bi se svi pritisci neutralizirali počinju se koristiti potporni "lebdeći" lukovi koji prenose sve potiske u zemlju – kontrafori. Na kraju, kad se pogleda gotička katedrala, ona je toliko ujedinila svoje arhitektonske i dekorativne elemente da se ne mogu sagledati pojedinačno nego samo kao cjelina.
Kombinacija rebrastog svoda, prelomljenog luka i potpornog luka s kontraforima razbila je sklop dotadašnje teške romaničke arhitekture i označila prelazak u lakšu i skeletnu konstrukciju gotike. Sve te elemente po prvi puta u povijesti primijenio je prvi poznati magister operarius (graditelj katedrala) opat Suger na crkvi St. Denis u Ile de France. Gotika je rođena onim časom kad je romanika dosegla svoj perfekcionizam! 
Građenje gotičke katedrale zahtijevalo je suradnju više majstora koji dobro poznaju zanat. A kako je jedan krivo klesani kamen mogao uzrokovati rušenje cijelog kompleksa, majstori su se udruživali u udruženja u kojima su čuvali matematička i graditeljska znanja i imali su tajne znakove prepoznavanja. Budući da su bili veoma cijenjeni i neovisni o feudalnim moćnicima, te slobodno putovali od grada do grada nazvali su ih "slobodni zidari" (tzv. masoni).

## Podjela
Arhitektura u razdoblju gotike mijenjala se tijekom triju faza: 
- rane gotike (svršetak 12. i početak 13. st. u Francuskoj (Notre-Dame u Parizu i Katedrala u Chartresu),
- klasične gotike (vrhunac oko 1220. (Katedrala u Reimsu i Katedrala u Amiensu) i traje gotovo cijelo stoljeće) i
- kasne gotike (14. i prva desetljeća 15. st. širom Europe).

Ranu gotiku obilježuje jednostavnost i čistoća oblika, što se oslanja na romaničku tradiciju. Klasične katedrale su trobrodne građevine naglašenih okomica i strmih svodova, krov transepta ima istu visinu kao i glavni brod, na zapadnoj strani imaju jednu ili dvije kule, fasade su podijeljene u nekoliko vodoravnih zona, a kontrafori dijele cijelu crkvu okomito. 
U klasičnoj gotici upravo ta okomita podjela prevladava. Portali imaju prelomljeni luk (arhivolt) u timpanonu (oblina portala + luneta). Prozori imaju prelomljeni luk, a vremenom lukovi postaju višebrojni. Rozeta na zapadu, iznad ulaza, te na fasadi transepta, ponekad je ubačena u portal ili stavljena iznad prozora. Cijeli bočni potisak svodova zadržavaju masovni potporni luci, pa je glavna težina usredotočena na njih i vidljiva samo izvana. Stoga je unutarnjost takvih prostora skeletna i prozračna.
U kasnoj gotici se osjeća gubitak ravnoteže u odnosu konstrukcije i dekoracije, tj. u pretrpanosti ukrasom. Kasna gotika je raširena diljem Europe i Talijani je nazivaju cvjetna gotika (gotico fiorito) zbog brojnih cvjetnih ukrasa, dok je Francuzi nazivaju plamenom (flamboyant) jer izražava nemir oblika i treperenje svojstveno plamenu i vatri. Njemačka gotika je dosljedna francuskoj dekorativnoj gotici (Npr. najimitativnija je katedrala u Ulmu), ali je ponekad i reinterpretira u originalnu arhitekturu (npr. Sv. Ana u Annabergu).
Kao i u Romanici javljaju se regionalizmi u gradnji. Tako Talijani ne prihvaćaju tako lako strani stil i grade jednu jedinu gotičku katedralu dosljednu svim načelima dekorativnog stila, a to je katedrala u Milanu. Gradi se gotovo 500 godina i biva dovršena tek polovinom 19. st. Gotika u Veneciji je pravi primjer cvjetne gotike. Razlozi forsiranom perforiranju pročelja su u muljevitom tlu koje je moglo podnijeti samo skeletnu građu sa željeznim sponama. (Duždeva palača, Ca d'Oro – Zlatna kuća itd.). Mlečani koriste dekoracije bizantsko-saracenskih elemenata, maursko šiljastih i djetelinastih lukova itd. 
U Engleskoj u 12. st. razvija se oštra gotika (lancet style) – strogog tlocrta oštrih kutova (Katedrala u Salisburyju, Westminsterska opatija). U 14. st. razvija se tzv. dekorativni stil (Decorated Style) koji je sličan plamtećoj gotici u Francuskoj (Lincoln, Exeter). U 15 st. dolazi do izrazito engleskog stila – okomiti stil (Perpendicular Style) gdje rebra snopastih supova neprekinuto rastu u mrežu križnog svoda (tzv. lepezasti kapiteli) (Cambridge, Gloucester i dr.). Kad se doda potkovasti luk nastaje tzv. Tudor Style.

## Vanjske poveznice
- GothicMed. Virtualni muzej mediteranske gotičke arhitekture.
- Fotografije 1700 gotičkih i romaničkih crkava.
- gotičko graditeljstvo Hrvatska tehnička enciklopedija, portal hrvatske tehničke baštine. LZMK